# Phaonia nervicincta
Phaonia nervicincta este o specie de muște din genul Phaonia, familia Muscidae, descrisă de Stein în anul 1918.
Este endemică în Paraguay. Conform Catalogue of Life specia Phaonia nervicincta nu are subspecii cunoscute.